# Escletxa (geologia)

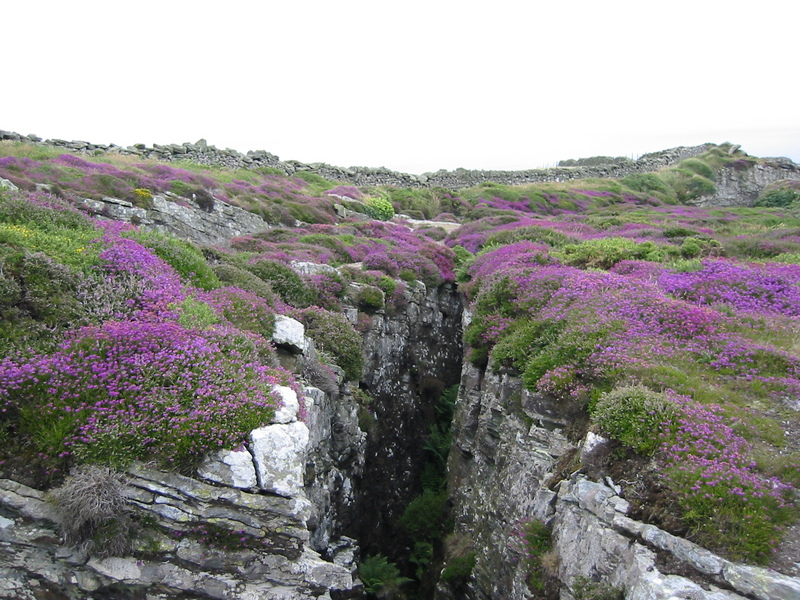
Fissura a l'illa de Man.

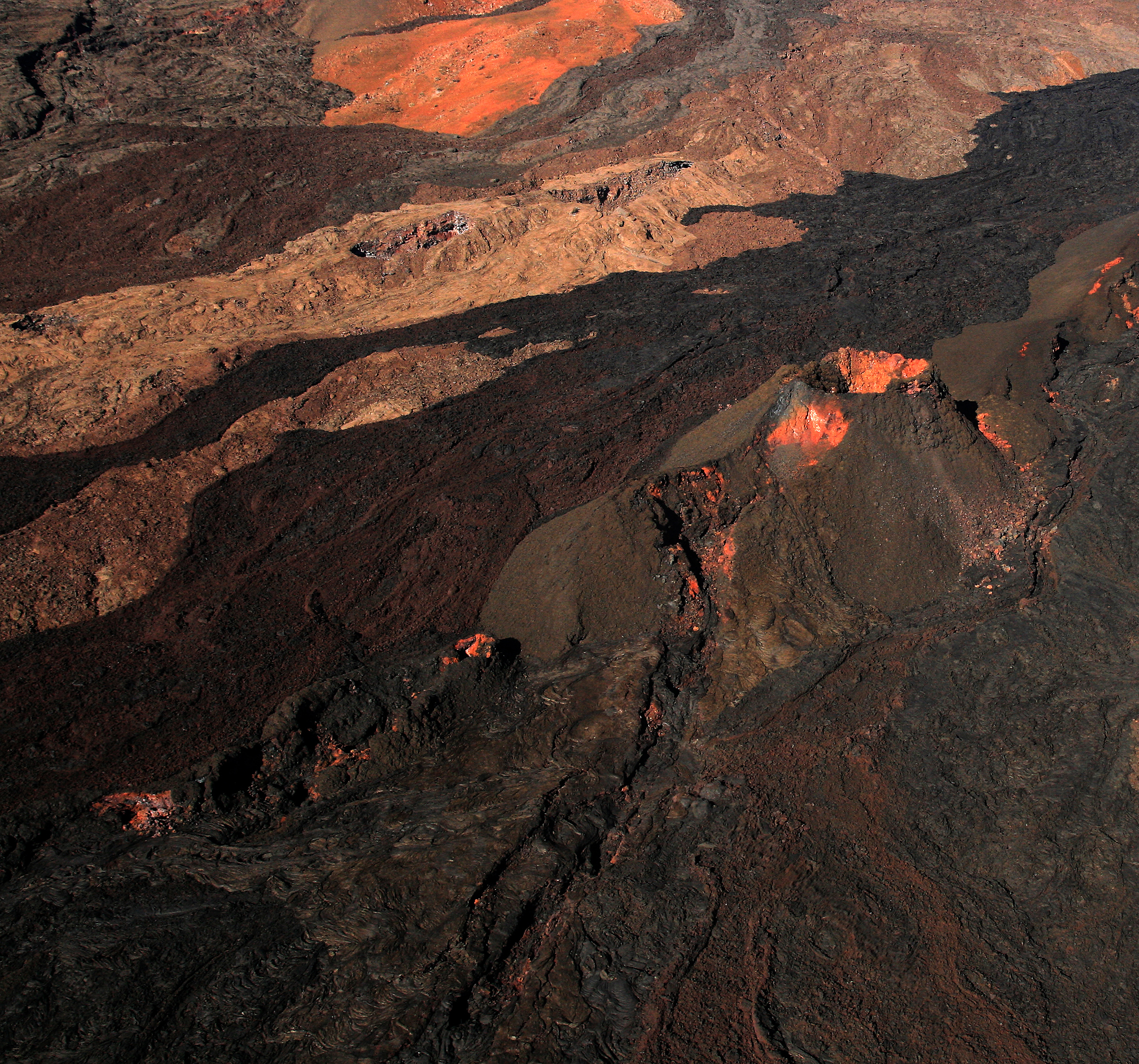
Fissures volcàniques al Mauna Loa, Hawaii.

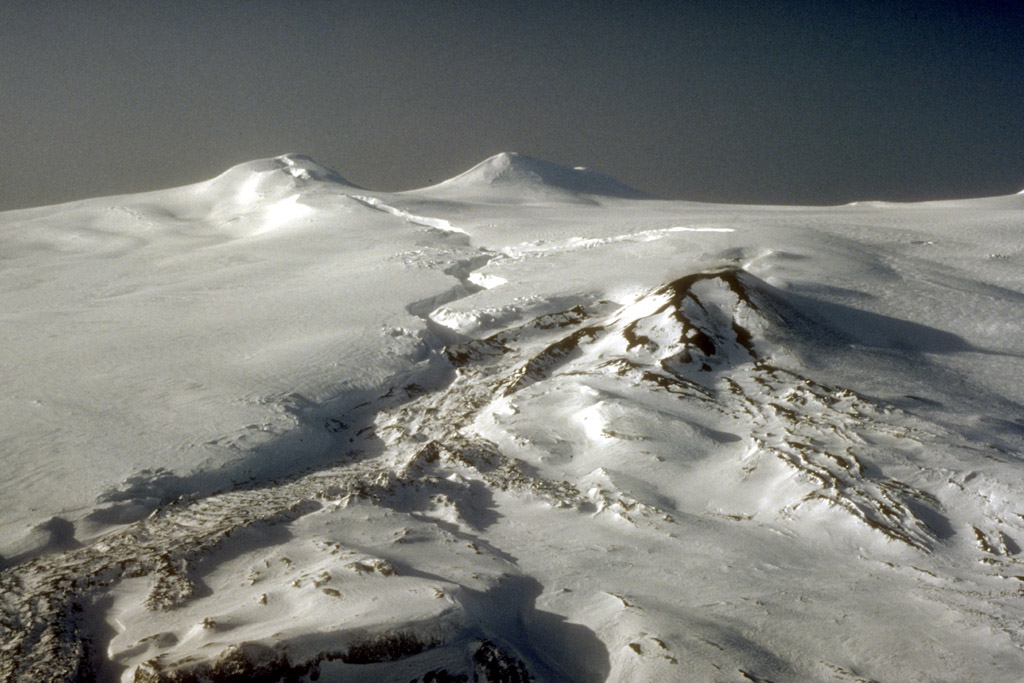
Fissures sinuoses al volcà Westdahl, a l'illa d'Unimak, Aleutianes.

Una escletxa (geologia, geomorfologia, tectònica) és una obertura natural en una massa rocallosa on s'hi ha produït una esquerda o escletxa.
Les escletxes són obertures més o menys estretes que s'ha produït en la roca o entre blocs o masses rocoses que romanen obertes i per on pot circular l'aire, l'aigua o altres fluids. Es produeixen sovint per la distensió interna de la pròpia roca, per la consolidació dels materials sedimentats, pel refredament de les masses eruptives o per l’esllavissada d’una capa de roca dura sobre una altra de més tova.
Es distingeixen diversos tipus d'escletxes: 
- d'estratificació, és l'escletxa o fissura que separa dues capes o estrats d'una mateixa roca.
- de superposició, és la que separa dues capes de diferent naturalesa que es troben superposades.
- volcàniques, escletxa o fissura linear per la que troben eixida els productes gasosos i líquids d'un volcà. Són molt comunes als volcans escut.[2]

### Terminologia
En geologia i geomorfologia s'usen els termes: esquerda, escletxa, fissura, fractura i clivella depenent sovint de l'amplada, la profunditat i les dimensions de l'obertura.
El terme esquerda, sinònim d'escletxa, s'usa indistintament, però preferentment per a referir-se a les esquerdes de les glaceres.
Les escletxes tenen certa amplada, poden arribar fins a desenes de metres i sovint conformen accidents geogràfics com les escletxes de Papiol, les escletxes dels avencs de la Febró o les Estunes a Catalunya.
Les fissures són obertures estretes en roques que han patit fractures de distensió. En general, les fissures són múltiples i es troben disposades més o menys paral·lelament. Les que són en roques compactes i dures s'anomenen diàclasis. Algunes fissures s'originen durant la formació de la roca i altres són el resultat de les forces tectòniques que ha suportat. Resulten dels esforços de tracció, torsió o compressió, dels canvis de temperatura, etc. Les fissures de contracció es produeixen per la dessecació de roques argilenques o pel refredament de roques volcàniques.
Les fractures es produeixen per litòclasi (trencament), resten obertes i poden derivar en fissures, esquerdes i escletxes, comportant la pèrdua de cohesió de la roca sense que existeixi una activitat tectònica expressa.
Les clivelles són o es produeixen en una roca més o menys compacta. Tenen una d’amplada de mil·límetres o centímetres i resulten de processos de distensió, dessecació o refredament.